# Otfried Sander
Otfried Sander (* 31. Januar 1919 in Göttingen; † 16. August 1990 in Stuttgart) war ein deutscher Jurist und Politiker (FDP). Er war Bürgermeister der Landeshauptstadt Stuttgart und Richter am Staatsgerichtshof für das Land Baden-Württemberg.

## Leben
Sander wurde zum 1948 an der Eberhard Karls Universität Tübingen zum Doktor der Rechte promoviert. Später wurde er Honorarprofessor an der Universität Tübingen.
Sander war jahrelang Bürgermeister bzw. Beigeordneter der Landeshauptstadt Stuttgart. Zudem war er Präsident des Bundesschiedsgerichts der FDP.
Am 21. Oktober 1965 wurde Sander mit 65 von 67 Stimmen vom Landtag von Baden-Württemberg als Nachfolger des zurückgetretenen Hermann Kessler zum Richter am Staatsgerichtshof für das Land Baden-Württemberg gewählt. Er wurde am 18. Juni 1970 mit 75 von 85 Stimmen und am 19. Juli 1979 mit 98 von 107 Stimmen vom Landtag in diesem Amt bestätigt. Er amtierte bis 1988.

## Ehrenamt
Sander war Mitglied des Verwaltungsrats des Instituts für Auslandsbeziehungen.

## Ehrungen und Auszeichnungen
- Verdienstkreuz 1. Klasse der Bundesrepublik Deutschland (1979)
- Großes Verdienstkreuz der Bundesrepublik Deutschland (1984)
- Otto-Hirsch-Medaille (1989)

## Werke
- Umfang und Berechnung der Schadensersatzleistung: Eine vergleichende Darstellung der Rechte Deutschlands, der Schweiz, Frankreichs und des angloamerikanischen Rechtskreises, Tübingen 1948.
- Kommunale Versorgungswirtschaft und Nahverkehr, Stuttgart 1980.
- gemeinsam mit Willi Weiblen: Kommunale Wirtschaftsunternehmen, Köln 1982.